# Super Bowl XLVI
Der Super Bowl XLVI war der 46. Super Bowl, das Endspiel der Saison 2011 der National Football League (NFL) im American Football. Das Spiel wurde am 5. Februar 2012 im Lucas Oil Stadium in Indianapolis (Indiana), zwischen dem Meister der National Football Conference (NFC), den New York Giants und dem Meister der American Football Conference (AFC), den New England Patriots, ausgetragen.
Die New York Giants gewannen den Super Bowl XLVI mit 21:17. Zum Super Bowl MVP wurde der Quarterback der Giants, Eli Manning, gewählt.

## Der Weg zum Super Bowl

### Reguläre Saison
| Play-off-Setzliste |                                      |                                     |
| Position           | AFC                                  | NFC                                 |
| 1                  | New England Patriots (East-Gewinner) | Green Bay Packers (North-Gewinner)  |
| 2                  | Baltimore Ravens (North-Gewinner)    | San Francisco 49ers (West-Gewinner) |
| 3                  | Houston Texans (South-Gewinner)      | New Orleans Saints (South-Gewinner) |
| 4                  | Denver Broncos (West-Gewinner)       | New York Giants (East-Gewinner)     |
| 5                  | Pittsburgh Steelers                  | Atlanta Falcons                     |
| 6                  | Cincinnati Bengals                   | Detroit Lions                       |

### Play-offs
|  | Wild Card Round               | Wild Card Round             | Wild Card Round             |                             |                 | Divisional Round              | Divisional Round               | Divisional Round               |                                |  | Conference Championships | Conference Championships | Conference Championships |  |  | Super Bowl | Super Bowl | Super Bowl |
|  |                               |                             |                             |                             |                 |                               |                                |                                |                                |  |                          |                          |                          |  |  |            |            |            |
|  | 8. Januar – Invesco Field     | 8. Januar – Invesco Field   | 8. Januar – Invesco Field   |                             |                 | 14. Januar – Gillette Stadium | 14. Januar – Gillette Stadium  | 14. Januar – Gillette Stadium  |                                |  |                          |                          |                          |  |  |            |            |            |
|  | 8. Januar – Invesco Field     | 8. Januar – Invesco Field   | 8. Januar – Invesco Field   | 1                           | New England     | 45                            |                                |                                |                                |  |                          |                          |                          |  |  |            |            |            |
|  | 4                             | Denver                      | 29*                         | 1                           | New England     | 45                            | 22. Januar – Gillette Stadium  | 22. Januar – Gillette Stadium  | 22. Januar – Gillette Stadium  |  |                          |                          |                          |  |  |            |            |            |
|  | 4                             | Denver                      | 29*                         | 4                           | Denver          | 10                            | 22. Januar – Gillette Stadium  | 22. Januar – Gillette Stadium  | 22. Januar – Gillette Stadium  |  |                          |                          |                          |  |  |            |            |            |
|  | 5                             | Pittsburgh                  | 23                          | 4                           | Denver          | 10                            | 22. Januar – Gillette Stadium  | 22. Januar – Gillette Stadium  | 22. Januar – Gillette Stadium  |  |                          |                          |                          |  |  |            |            |            |
|  | 5                             | Pittsburgh                  | 23                          | 15. Januar – M&T Bank Stdm. |                 |                               | 22. Januar – Gillette Stadium  | 22. Januar – Gillette Stadium  | 22. Januar – Gillette Stadium  |  |                          |                          |                          |  |  |            |            |            |
|  |                               |                             |                             | 1                           | New England     | 23                            |                                |                                |                                |  |                          |                          |                          |  |  |            |            |            |
|  | AFC                           |                             |                             | 1                           | New England     | 23                            |                                |                                |                                |  |                          |                          |                          |  |  |            |            |            |
|  |                               | 2                           | Baltimore                   | 20                          |                 |                               |                                |                                |                                |  |                          |                          |                          |  |  |            |            |            |
|  | 7. Januar – Reliant Stadium   | 2                           | Baltimore                   | 20                          |                 |                               |                                |                                |                                |  |                          |                          |                          |  |  |            |            |            |
|  | AFC Championship              |                             |                             |                             |                 |                               |                                |                                |                                |  |                          |                          |                          |  |  |            |            |            |
|  | 2                             | Baltimore                   | 20                          |                             |                 |                               |                                |                                |                                |  |                          |                          |                          |  |  |            |            |            |
|  | 2                             | Baltimore                   | 20                          | 3                           | Houston         | 31                            | 5. Februar – Lucas Oil Stadium | 5. Februar – Lucas Oil Stadium | 5. Februar – Lucas Oil Stadium |  |                          |                          |                          |  |  |            |            |            |
|  | 3                             | Houston                     | 13                          | 3                           | Houston         | 31                            | 5. Februar – Lucas Oil Stadium | 5. Februar – Lucas Oil Stadium | 5. Februar – Lucas Oil Stadium |  |                          |                          |                          |  |  |            |            |            |
|  | 3                             | Houston                     | 13                          | 6                           | Cincinnati      | 10                            | 5. Februar – Lucas Oil Stadium | 5. Februar – Lucas Oil Stadium | 5. Februar – Lucas Oil Stadium |  |                          |                          |                          |  |  |            |            |            |
|  | 14. Januar – Candlestick Park |                             |                             | 6                           | Cincinnati      | 10                            | 5. Februar – Lucas Oil Stadium | 5. Februar – Lucas Oil Stadium | 5. Februar – Lucas Oil Stadium |  |                          |                          |                          |  |  |            |            |            |
|  | 7. Januar – M.-B. Superdome   | 7. Januar – M.-B. Superdome | 7. Januar – M.-B. Superdome | A1                          | New England     | 17                            |                                |                                |                                |  |                          |                          |                          |  |  |            |            |            |
|  | 7. Januar – M.-B. Superdome   | 7. Januar – M.-B. Superdome | 7. Januar – M.-B. Superdome | A1                          | New England     | 17                            |                                |                                |                                |  |                          |                          |                          |  |  |            |            |            |
|  | 7. Januar – M.-B. Superdome   | 7. Januar – M.-B. Superdome | 7. Januar – M.-B. Superdome |                             | N4              | New York Giants               | 21                             |                                |                                |  |                          |                          |                          |  |  |            |            |            |
|  | 7. Januar – M.-B. Superdome   | 7. Januar – M.-B. Superdome | 7. Januar – M.-B. Superdome |                             | N4              | New York Giants               | 21                             |                                |                                |  |                          |                          |                          |  |  |            |            |            |
|  | 7. Januar – M.-B. Superdome   | 7. Januar – M.-B. Superdome | 7. Januar – M.-B. Superdome | Super Bowl XLVI             |                 |                               |                                |                                |                                |  |                          |                          |                          |  |  |            |            |            |
|  | 7. Januar – M.-B. Superdome   | 7. Januar – M.-B. Superdome | 7. Januar – M.-B. Superdome | 2                           | San Francisco   | 36                            |                                |                                |                                |  |                          |                          |                          |  |  |            |            |            |
|  | 3                             | New Orleans                 | 45                          | 2                           | San Francisco   | 36                            | 22. Januar – Candlestick Park  | 22. Januar – Candlestick Park  | 22. Januar – Candlestick Park  |  |                          |                          |                          |  |  |            |            |            |
|  | 3                             | New Orleans                 | 45                          | 3                           | New Orleans     | 32                            | 22. Januar – Candlestick Park  | 22. Januar – Candlestick Park  | 22. Januar – Candlestick Park  |  |                          |                          |                          |  |  |            |            |            |
|  | 6                             | Detroit                     | 28                          | 3                           | New Orleans     | 32                            | 22. Januar – Candlestick Park  | 22. Januar – Candlestick Park  | 22. Januar – Candlestick Park  |  |                          |                          |                          |  |  |            |            |            |
|  | 6                             | Detroit                     | 28                          | 15. Januar – Lambeau Field  |                 |                               | 22. Januar – Candlestick Park  | 22. Januar – Candlestick Park  | 22. Januar – Candlestick Park  |  |                          |                          |                          |  |  |            |            |            |
|  |                               |                             |                             | 2                           | San Francisco   | 17                            |                                |                                |                                |  |                          |                          |                          |  |  |            |            |            |
|  | NFC                           |                             |                             | 2                           | San Francisco   | 17                            |                                |                                |                                |  |                          |                          |                          |  |  |            |            |            |
|  |                               | 4                           | New York Giants             | 20*                         |                 |                               |                                |                                |                                |  |                          |                          |                          |  |  |            |            |            |
|  | 8. Januar – MetLife Stadium   | 4                           | New York Giants             | 20*                         |                 |                               |                                |                                |                                |  |                          |                          |                          |  |  |            |            |            |
|  | NFC Championship              |                             |                             |                             |                 |                               |                                |                                |                                |  |                          |                          |                          |  |  |            |            |            |
|  | 1                             | Green Bay                   | 20                          |                             |                 |                               |                                |                                |                                |  |                          |                          |                          |  |  |            |            |            |
|  | 1                             | Green Bay                   | 20                          | 4                           | New York Giants | 24                            |                                |                                |                                |  |                          |                          |                          |  |  |            |            |            |
|  | 4                             | New York Giants             | 37                          | 4                           | New York Giants | 24                            |                                |                                |                                |  |                          |                          |                          |  |  |            |            |            |
|  | 4                             | New York Giants             | 37                          | 5                           | Atlanta         | 02                            |                                |                                |                                |  |                          |                          |                          |  |  |            |            |            |
|  |                               |                             |                             | 5                           | Atlanta         | 02                            |                                |                                |                                |  |                          |                          |                          |  |  |            |            |            |

- Die Mannschaft mit der niedrigeren Setznummer hatte Heimrecht.
- (*) nach Verlängerung

### Halbfinale
| AFC Championship Game |   |    |    |   |    |    |
| Team                  | 1 | 2  | 3  | 4 | OT | T  |
| New England Patriots  | 3 | 10 | 3  | 7 | —  | 23 |
| Baltimore Ravens      | 0 | 10 | 10 | 0 | —  | 20 |

| NFC Championship Game |   |    |   |   |    |    |
| Team                  | 1 | 2  | 3 | 4 | OT | T  |
| San Francisco 49ers   | 7 | 0  | 7 | 3 | 0  | 17 |
| New York Giants       | 0 | 10 | 0 | 7 | 3  | 20 |

## Hintergrund
Ein Finale Giants gegen Patriots hatte es zuvor in der Saison 2007 im Super Bowl XLII gegeben, wobei der damals während der gesamten regulären Saison unbesiegte Favorit New England Patriots überraschend 14:17 gegen die Giants verlor. Auf der Seite der Patriots besaß Right Tackle Sebastian Vollmer die Chance, als zweiter Deutscher nach Markus Koch, einen Super Bowl zu gewinnen. Obwohl die Giants in der Regular Season die Patriots auswärts mit 24:20 besiegt hatten, galt New England als leichter Favorit: die Buchmacher favorisierten sie um 3,5 Punkte.

### New York Giants
Die New York Giants (Meister der National Football Conference (NFC)) hatten mit lediglich 9:7-Siegen ihre Division gewonnen und waren daher in ihrer Conference nur an Position vier gesetzt. Das Team litt unter vielen Verletzungsproblemen, u. a. fielen beide Runningbacks, Ahmad Bradshaw und Brandon Jacobs, sowie Wide Receiver Hakeem Nicks länger aus. In den Play-offs schaltete das Team von Head Coach Tom Coughlin zuerst zu Hause die Atlanta Falcons mit 24:2 aus, dann wurde der amtierende Meister, die Green Bay Packers (die 15 ihrer 16 Saisonspiele gewonnen hatten), auswärts mit 37:20 besiegt. Im NFC Championship Game benötigten die New York Giants die Verlängerung, um die San Francisco 49ers durch ein spätes Field Goal von Kicker Lawrence Tynes mit 20:17 zu schlagen. Die Giants setzten vor allem auf die Qualitäten von Quarterback Eli Manning (4.933 Yards Raumgewinn im Passspiel, 29 Touchdowns bei 16 Interceptions, Wahl in den Pro Bowl) und Newcomer Victor Cruz, der als Wide Receiver neun Touchdowns fing und es als Ersatzspieler in den Pro Bowl schaffte. In der Abwehr ragten Pro-Bowl-Defensive-End Jason Pierre-Paul mit 16,5 Sacks sowie Cornerback Corey Webster mit sechs Interceptions heraus.

### New England Patriots
Die Saison des AFC-Meisters New England Patriots begann mit einem Trauerfall, als Myra Hiatt Kraft, die Ehefrau von Besitzer Robert K. Kraft verstarb. Die Patriots widmeten ihr die Saison und trugen während der gesamten Saison Aufnäher mit ihren Initialen „MHK“. Das Team von Coach Bill Belichick gewann 13 seiner 16 Spiele und war in seiner Conference an Nummer 1 gesetzt. Nach einem Erstrunden-Freilos wurden die Denver Broncos mit 45:10 geschlagen, wobei der in der Regular Season herausragende Quarterback Tom Brady (5.246 Yards, 39 Touchdowns 12 Interceptions, Pro Bowl) sechs Touchdowns warf. Fünf davon in der ersten Halbzeit, womit er zwei NFL-Play-off-Rekorde einstellte. Im AFC Championship Game wurden die Baltimore Ravens mit 23:20 besiegt, als der Kicker Billy Cundiff mit dem Abpfiff ein kurzes Field Goal verschoss, der die Ravens in die Verlängerung gebracht hätte. Neben Brady ragten Pro-Bowl-Tight-End Rob Gronkowski (18 Touchdowns) und die beiden Pro-Bowl-Guards Logan Mankins und Brian Waters heraus. Zudem hatten sie in Pro-Bowl-Nose-Tackle Vince Wilfork einen guten Abwehrchef, dazu besaßen sie in Pro-Bowl-Special-Teamer Matthew Slater einen der besten „Spezialisten“ der NFL.

## Rahmenprogramm

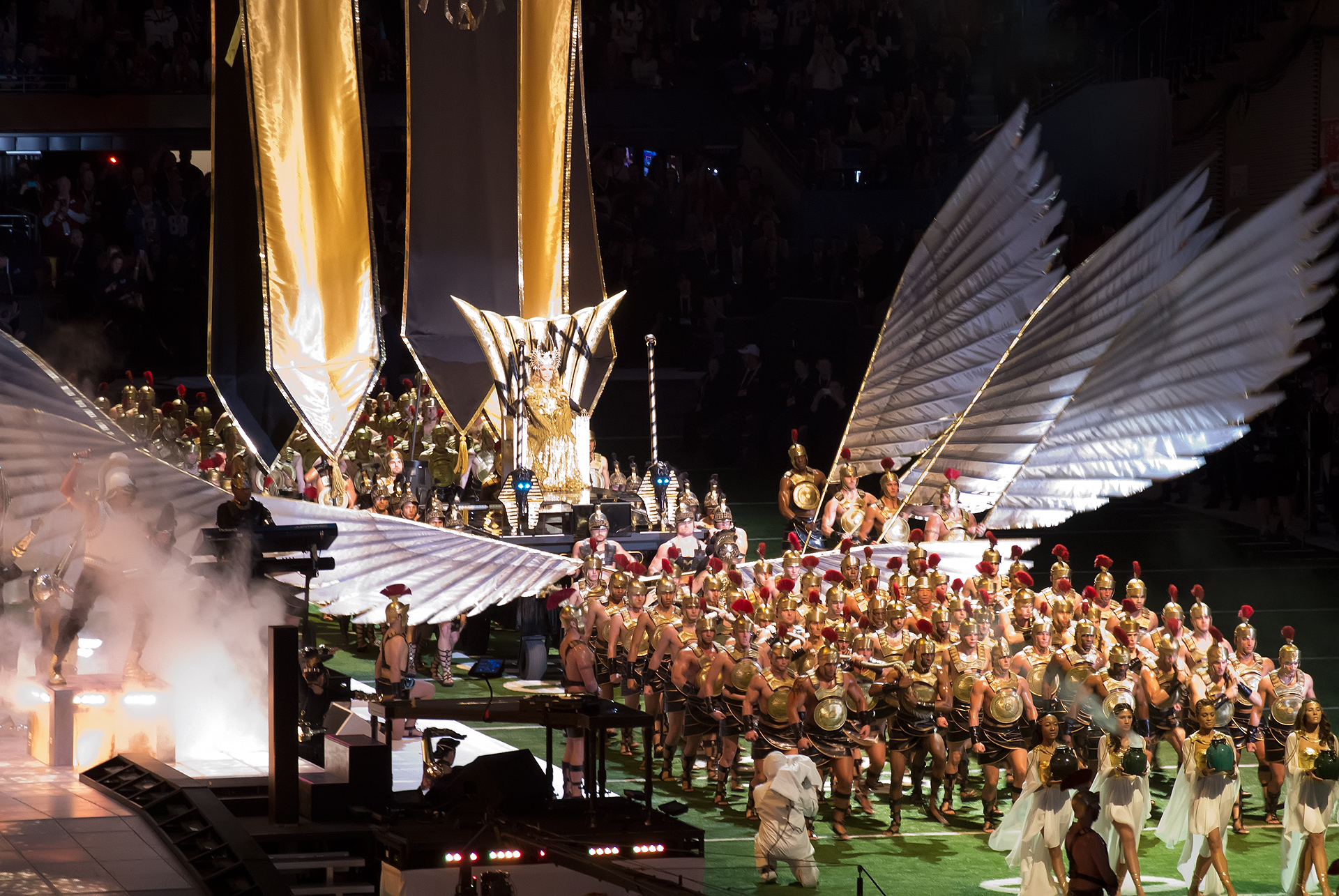
Madonnas Einlaufen zur Halbzeitshow

Schon Anfang Oktober 2011 wurde bekannt, dass Madonna zusammen mit M.I.A., Nicki Minaj und LMFAO die Künstler der Halbzeitshow sein würde. Dies wurde am 5. Dezember 2011 durch die NFL bestätigt. Der Auftritt fand in Kooperation mit dem Cirque du Soleil statt.
Am 12. Januar 2012 wurde bekannt gegeben, dass die American-Idol-Gewinnerin Kelly Clarkson die Nationalhymne singen wird.

## Spielbericht
Die erste Angriffsserie der Giants wurde von den Patriots gestoppt, allerdings schaffte der Punter der Giants, Steve Weatherford einen exzellenten Punt an die 6-Yards-Linie der Patriots. Unter Druck warf der Quarterback der Patriots, Tom Brady, aus der eigenen Endzone den Football regelwidrig ins Leere („intentional grounding“), so dass die Giants durch ein Safety mit 2:0 in Führung gingen. Nach einem langen Drive der Giants fing Victor Cruz einen 2-Yards-Pass von Eli Manning zum ersten Touchdown, so dass es nach einem erfolgreichen Extrapunkt von Kicker Lawrence Tynes 9:0 stand. Die Patriots kamen durch ein Field Goal von Kicker Stephen Gostkowski zum 9:3 zu den ersten Punkten, ehe Brady kurz vor der Halbzeitpause einen eigenen Drive aus 96 Yards mit einem 4-Yards-Touchdownpass auf Runningback Danny Woodhead vollendete: nach Gostkowskis Extrapunkt stand es 10:9 für die New England Patriots.
Im dritten Viertel vollendete Brady einen weiteren langen Drive mit einem Touchdownpass auf Tight End Aaron Hernandez (Extrapunkt Gostkowski) zum 17:9. Mit zwei Field Goals von Tynes verkürzten die New York Giants auf 17:15, ehe den Patriots zwei aussichtsreiche Angriffsserien misslangen: zuerst warf Brady eine Interception auf Linebacker Chase Blackburn, dann ließ Wide Receiver Wes Welker freistehend einen Pass fallen, der New England in Field-Goal-Entfernung gebracht hätte. Manning nutzte dies zu einem langen Drive, den 57 Sekunden vor Schluss sein Runningback Ahmad Bradshaw aus kurzer Distanz zum 21:17 in die Endzone lief – die Patriots gaben den Giants lieber den Touchdown, um noch eine letzte Angriffsserie starten zu können, als New York die Chance zu geben, die Uhr auslaufen zu lassen und mit dem Abpfiff ein fast sicheres Field Goal zu schießen. Nachdem den Giants die Two-Point Conversion misslungen war, blieb der Drive der Patriots im Mittelfeld stecken. Mit dem Abpfiff versuchte Brady von der Mittellinie einen langen Verzweiflungswurf (“Hail Mary”) in die Endzone der Giants, der aber nicht gefangen wurde.
Zum Super Bowl MVP wurde Eli Manning gewählt. Sein in seinem fünften Super Bowl spielender Gegenpart Brady stellte zwei Super-Bowl-Rekorde auf: 16 hintereinander angebrachte Pässe sowie insgesamt 1.277 geworfene Yards in Super Bowls.

## Statistik
| Quelle: NFL.com              | New York Giants | New England Patriots |
| ---------------------------- | --------------- | -------------------- |
| First downs                  | 26              | 21                   |
| Third down Effizienz         | 5/11            | 6/12                 |
| Fourth down Effizienz        | 0-0             | 1-1                  |
| Erspielte Yards              | 396             | 349                  |
| Yards durch Pässe            | 282             | 266                  |
| Angekommene Pässe/gesamt     | 30/40           | 27/41                |
| gelaufene Yards              | 114             | 83                   |
| Anzahl der Läufe             | 28              | 19                   |
| Yards pro Lauf               | 4.1             | 4.4                  |
| Strafen/in Yards             | 4-24            | 5-28                 |
| verlorene Fumbles            | 2-0             | 0-0                  |
| geworfene Interceptions      | 0               | 1                    |
| Gesamter Ballbesitz (in min) | 37:05           | 22:55                |

## Startaufstellung
| N.Y. Giants       | Position | New England           |
| ----------------- | -------- | --------------------- |
| Offense           |          |                       |
| Victor Cruz       | WR       | Wes Welker            |
| David Diehl       | LT       | Matt Light            |
| Kevin Boothe      | LG       | Logan Mankins         |
| David Baas        | C        | Dan Connolly          |
| Chris Snee        | RG       | Brian Waters          |
| Kareem McKenzie   | RT       | Sebastian Vollmer     |
| Jake Ballard      | TE       | Rob Gronkowski        |
| Hakeem Nicks      | WR       | Deion Branch          |
| Henry Hynoski     | FB/TE    | Aaron Hernandez       |
| Ahmad Bradshaw    | RB       | BenJarvus Green-Ellis |
| Eli Manning       | QB       | Tom Brady             |
| Defense           |          |                       |
| Justin Tuck       | LE/OLB   | Tracy White           |
| Linval Joseph     | LDT/NG   | Vince Wilfork         |
| Chris Canty       | RDT/DT   | Kyle Love             |
| Jason Pierre-Paul | RE/DL    | Brandon Deaderick     |
| Chase Blackburn   | MLB/OLB  | Rob Ninkovich         |
| Michael Boley     | WLB/ILB  | Jerod Mayo            |
| Corey Webster     | LCB/ILB  | Brandon Spikes        |
| Aaron Ross        | RCB/LCB  | Devin McCourty        |
| Kenny Phillips    | SS/RCB   | Kyle Arrington        |
| Antrel Rolle      | FS/S     | James Ihedigbo        |
| Deon Grant        | S        | Patrick Chung         |

## Werbung
Alle Werbespots für das Spiel waren zu Thanksgiving, dem amerikanischen Erntedankfest, zu einem durchschnittlichen Preis von $ 3,5 Mio. pro 30 Sekunden Werbespot ausverkauft, das war der höchste Preis für Super-Bowl-Werbung in der Geschichte der Veranstaltung.

## Übertragung
In Deutschland wurde der Super Bowl anstelle von ARD durch Sat.1 im Rahmen der Sportsendung ran übertragen. Kommentatoren waren Jan Stecker und Frank Buschmann. Die Einschaltquote erreichte Spitzenwerte von 27,1 % (14- bis 49-Jährige), womit sich Sat.1 zufrieden zeigte. Die Bild-Zeitung und das Handelsblatt kritisierten die hohe Zahl der Sat.1-eigenen Werbeblöcke, die u. a. dazu führten, dass aufgrund einer zu langen Werbepause der Touchdown von Danny Woodhead zum zwischenzeitlichen 10:9 verpasst wurde.
Um Sebastian Vollmer als potentiell „ersten deutschen Super-Bowl-Gewinner“ inszenieren zu können, obwohl der meist übersehene in Niedermarsberg geborene Markus Koch bereits 1988 mit den Redskins gewann, wurde er in Abgrenzung zum deutschstämmigen amerikanischen Super-Bowl-Gewinner Tom Nütten als „reinrassiger Deutscher“ bezeichnet, was als grober Fauxpas aufgefasst wurde. Sat.1 entschuldigte sich auf seiner Facebook-Seite für die Pannen.
Die Landeszentrale für Medien und Kommunikation ging den Vorwürfen exzessiver Werbung nach und kam zum Schluss, dass die Grenze von 12 Minuten Werbung auf 60 Minuten Übertragung eingehalten worden sei, aber äußerte auch, dass Zuschauer zu „nachtschlafender Zeit“ wenig Verständnis für lange Werbeblöcke hätten.
In Österreich wurde der Super Bowl wie schon in den letzten Jahren von Puls 4 ausgestrahlt. Die Übertragung erreichte Rekordquoten für den Privatsender von bis zu 47 % Marktanteil.
In den Vereinigten Staaten wurde der Super Bowl von NBC übertragen und von 111,8 Millionen US-Zuschauern angesehen, womit es zu diesem Zeitpunkt die meistgesehene Ausstrahlung in der US-TV-Historie war.